# Aleksandar Rukavina
Aleksandar Rukavina (Zagreb, 2. ožujka 1934. – Sežana, 16. rujna 1985.) hrvatski je kipar i slikar. Studij kiparstva završio je 1958. na Akademiji likovnih umjetnosti u Zagrebu. Bio je suradnik Majstorske radionice Vanje Radauša (1959. – 1962.), a godine 1960. i 1961. sudjelovao na izložbama "15 mladih". Njegova figurativna i apstraktna skulptura, pretežito komornoga karaktera, obilježena je sažimanjem oblika, artikuliranim volumenima i traženjem izražajnosti u obliku i materijalu. Kontrastirao je obrađenu i »sirovu« površinu materijala, ponajčešće kamena i drva. Izlagao je u Zagrebu, Splitu, Osijeku, Beogradu, Puli, Bujama i Grožnjanu. Od 1962. do 1969. u Bujama je radio kao učitelj likovnog odgoja u osnovnoj školi i u gimnaziji, a od 1971. živi i radi u Brtonigli. U Grožnjanu je 1964. pokrenuo likovnu koloniju te revitalizaciju mjesta kao "grada umjetnika". Izradio je i niz reljefnih kompozicija za arhitektonske prostore te spomen-biste u Oprtlju, Bujama i Novigradu. Od monumentalnih plastika ističu se "Istarska žena" (1964.) u Bujama te spomenici palim borcima u Novoj Vasi (1975.), Juricanima (1978.), Plovaniji (1981.) i Kućibregu (1984.). Također je slikao akvarele i ulja na platnu s istarskim motivima. Od 1989. u Brtonigli djeluje Memorijalna galerija "Aleksandar Rukavina".